# Foz do Iguaçu
Foz do Iguaçu (portugiesisch: [ˈfɔs du iɡwaˈsu]) ist ein brasilianisches Munizip im Südwesten des Bundesstaats Paraná. Es hatte 2021 geschätzt 257.971 Einwohner, die sich Iguaçuenser nennen. Seine Fläche beträgt 618 km². Es liegt 172 Meter über dem Meeresspiegel.

## Etymologie
Der Name ist eine Kombination aus dem indianischen Iguaçu („Großes Wasser“) und dem portugiesischen foz („Mündung“), also Mündung des großen Wassers.
- Als Foz do Iguaçu wurde das Gebiet seit seiner Entdeckung 1542 durch den Spanier Álvar Núñez Cabeza de Vaca (deutsch: Mündung des Rio Iguaçu) bezeichnet.
- Colônia Militar de Foz do Iguaçu war der Name der 1892 entstandenen eigenständigen Gebietseinheit.
- Mit dem Namen Vila Iguassu wurde die Militärkolonie 1910 zum zivilen Distrikt des Munizips Guarapuava. Unter diesem Namen wurde es 1914 auch zum Munizip erhoben.
- 1918 wurde das Munizip in Foz do Iguaçu umbenannt.[1]

## Geschichte

### Vorgeschichte
Archäologische Forschungen der Universidade Federal do Paraná im brasilianischen Gebiet des Itaipu-Stausees vor dessen Flutung zeigten, dass die ältesten Spuren menschlicher Anwesenheit in der Region auf 6000 v. Chr. datiert werden können. Im Laufe der Jahrhunderte folgten verschiedene Menschengruppen aufeinander. Die letzten, die den Europäern (Spaniern und Portugiesen) vorausgingen, waren die Indianer.
Im Jahr 1542 erreichte der Spanier Álvar Nuñez Cabeza de Vaca den Rio Iguaçu. Er gilt als Entdecker der Wasserfälle. Er wurde von Kaingang zu den Fällen geführt. Er nannte sie Saltos de Santa Maria. 1609 erreichten Bandeirantes aus São Paulo das Gebiet. Sie vertrieben die Spanier und die von Jesuiten missionierten und geschützten Indianer.

### Wiederbesiedlung
Im Jahr 1881 erhielt Foz do Iguaçu seine ersten  zwei Einwohner, den Brasilianer Pedro Martins da Silva und den Spanier Manuel Gonzáles. Kurz darauf kamen die Brüder Goycochéa. Sie begannen, Mate zu verwerten. Acht Jahre später führte 1889 die Gründung der Militärkolonie zur tatsächlichen Besetzung des Ortes durch die Brasilianer. Die Militärkolonie hatte den Auftrag, interessierten Siedlern Grundstücke zuzuteilen.
Nach Aufzeichnungen des paranaischen Historikers Romário Martins setzte sich die Bevölkerung der Region Foz do Iguaçu 1888 aus folgenden Nationalitäten zusammen: 188 Paraguayer, 93 Brasilianer, 33 Argentinier, 5 Franzosen, 2 Uruguayer, 2 Orientalen und 1 Engländer, insgesamt also 324 Personen zuzüglich den Kaingang-Indianern.
In den ersten Jahren des 20. Jahrhunderts lebten in Foz do Iguaçu etwa 2000 Menschen. Das Dorf verfügte über ein Gasthaus, vier Lebensmittelläden, eine Kaserne, ein Finanzamt und eine Telegrafenstation, Zuckerrohrpressen und Cachaça-Brennereien. Die Landwirte sicherten ihren Lebensunterhalt vorwiegend mittels Subsistenzwirtschaft.
Am 20. Juli 1903 wurden die brasilianische und die argentinische Grenzstele am Zusammenfluss von Paraná und Iguazu eingeweiht. Brasilien und Argentinien hatten wenige Jahre zuvor (1895) mit der Palmas-Frage ihre letzten großen Grenzstreitigkeiten beigelegt.
Im Jahr 1910 wurde die Militärkolonie als Vila Iguassu zu einem Bezirk des Munizips Guarapuava. Zwei Jahre später gab der Kriegsminister die Kolonie frei und entließ sie als zivile Siedlung in die Obhut der Regierung von Paraná. Zum Munizip wurde Foz do Iguaçu im Jahr 1918 erhoben.

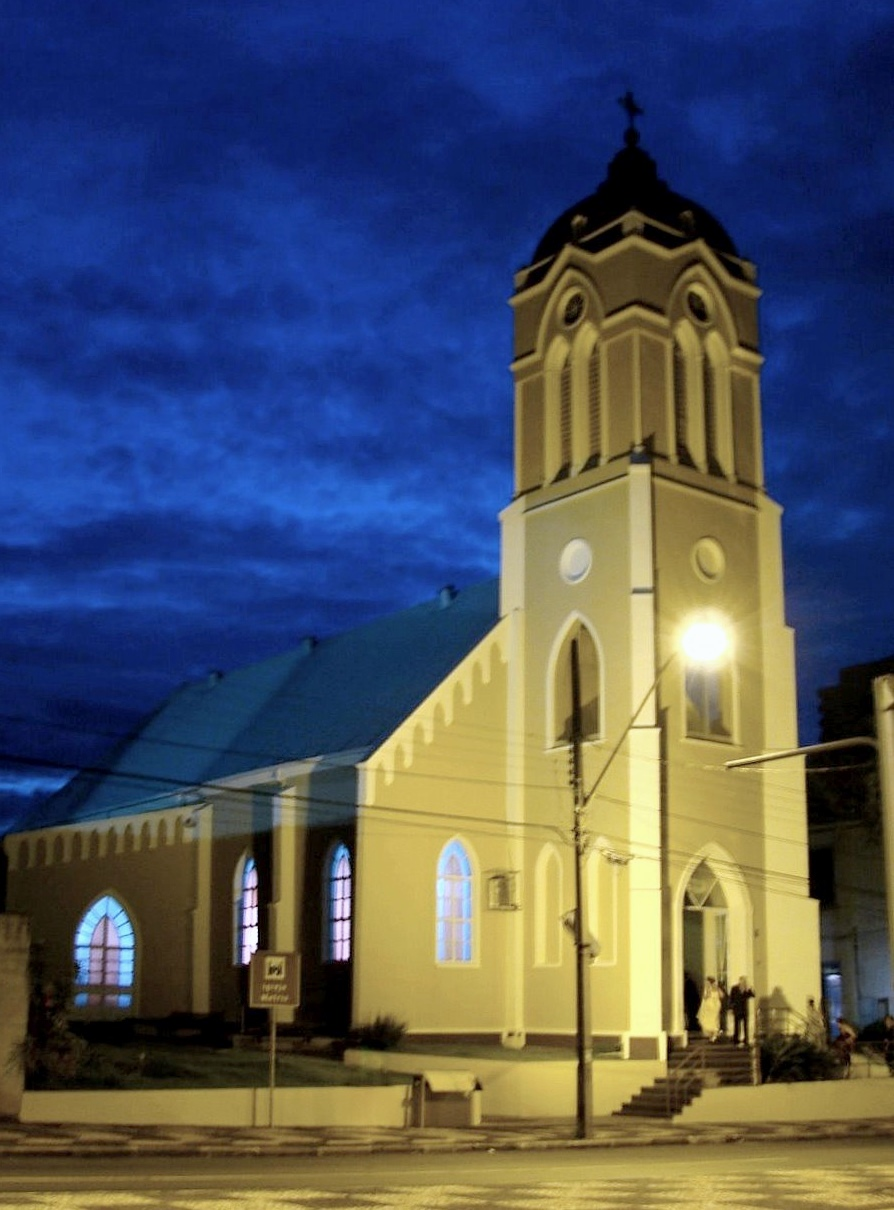
Pfarrkirche Foz do Iguaçu

Bürgermeister Jorge Schimmelpfeng stiftete 1916 ein Grundstück für den Bau der Mutterkirche. Sie wurde São João Batista (Johannes der Täufer) geweiht. Die Holzkirche wurde 1925 durch einen Brand zerstört, den ein Feuerwerk ausgelöst hatte. Ihre Nachfolgerin wurde in den 1950er Jahren eingeweiht.
1924 war Foz do Iguaçu von den Leutnantsaufständen unmittelbar betroffen. Die Coluna Prestes erreichte von Guaíra kommend Anfang Oktober Foz do Iguaçu, das zum Sitz ihres revolutionären Hauptquartiers wurde.
Durch das Dekret Nr. 5812 vom 13. September 1943 wurde Foz do Iguaçu Teil des Território Federal do Iguaçu (Bundesterritorium Iguaçu) mit Laranjeiras do Sul als Hauptstadt. Mit der Verfassung vom 18. September 1946 kam das Gebiet wieder zum Staat Paraná.

### Kommunikation und Verkehr
Die Telegrafenlinie zwischen Foz do Iguaçu und Guarapuava wurde 1906 installiert.
Die Straße, die Foz do Iguaçu mit Curitiba verbindet, nahm 1920 zum ersten Mal Gestalt an. Es war eine prekäre Erdstraße. In der zweiten Hälfte der 1950er Jahre wurde mit der Asphaltierung begonnen. Die heutige BR-277 durchquert den Süden von Paraná von Osten nach Westen und verbindet Foz do Iguaçu mit Paranaguá. Sie wurde 1969 dem Verkehr übergeben.
Mit der Einweihung der Ponte Internacional da Amizade (Brasilien – Paraguay) im Jahr 1965 wurde die Entwicklung von Foz do Iguaçu weiter beschleunigt und der Handel, insbesondere mit der paraguayischen Stadt Puerto Presidente Stroessner (heute Ciudad del Este) intensiviert. Die Ponte Internacional da Fraternidade zwischen Brasilien und Argentinien wurde 1985 fertiggestellt.
Der Ort erhielt 1935 seinen ersten Flugplatz. Die Luftpostlinie nahm im Jahr darauf ihren Betrieb auf. Der heutige Flughafen an der Avenida das Cataratas wurde 1970 eingeweiht.

### Nationalpark
Die Geschichte des Nationalparks beginnt 1916, als Alberto Santos Dumont, der Vater der Luftfahrt und eigentliche Begründer des Parks, durch Foz do Iguaçu reiste. Das Gebiet gehörte dem Uruguayer Jesus Val. Santos Dumont setzte sich beim Präsidenten des Bundesstaates Paraná, Afonso Camargo, dafür ein, dass das Land enteignet und in öffentliches Eigentum überführt wurde. Im selben Jahr noch wurde es zur öffentlichen Nutzung freigegeben. Im Jahr 1939 wurde der Parque Nacional do Iguaçu (deutsch: Nationalpark Iguaçu) gegründet.

### Itaipú
Der Bau des Itaipu-Wasserkraftwerks begann in den 1970er Jahren und wurde 1984 fertiggestellt. Er hatte starke Auswirkungen auf die gesamte Region und führte zu einem erheblichen Anstieg der Einwohnerzahl von Foz do Iguaçu. Waren es 1970 noch gut 30.000 Einwohner, von denen noch 40 % im ländlichen Bereich lebten, so verviereinhalbfachte sich die Bevölkerung innerhalb eines Jahrzehnts bis 1980 auf über 130.000 Einwohner und verdoppelte sich seither noch einmal auf knapp 260.000, die zu 99 % im städtischen Bereich leben.

### Erhebung zum Munizip
Foz do Iguaçu wurde durch das Staatsgesetz Nr. 1383 vom 14. März 1914 aus Guarapuava ausgegliedert und in den Rang einer Vila erhoben. Es wurde am 10. Juni 1914 als Munizip installiert.

## Geografie

### Fläche und Lage

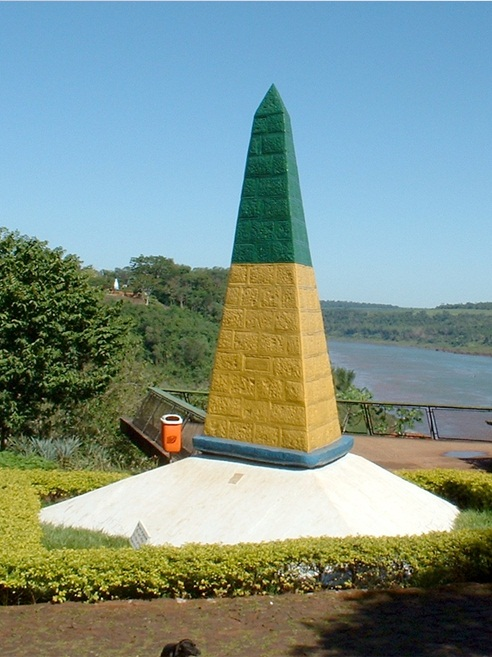
Drei-Grenzen-Stein auf der brasilianischen Seite

Foz do Iguaçu liegt auf dem Terceiro Planalto Paranaense (der Dritten oder Guarapuava-Hochebene von Paraná) im Dreiländereck zwischen den drei Staaten Argentinien, Brasilien und Paraguay. Die Entfernung zur Hauptstadt Curitiba beträgt 532 km (Luftlinie) bzw. 636 km (Straße). Die Stadt liegt auf einer Höhe von 172 Metern. Die Fläche des Munizips beträgt 618 km². Das nördliche Drittel seiner Fläche ist vom Itaipu-Stausee überflutet. Das südöstliche Viertel nimmt der Nationalpark Iguaçu ein.

### Vegetation
Das Biom von Foz do Iguaçu ist Mata Atlântica.

### Klima
Das Klima ist gemäßigt warm. Es werden hohe Niederschlagsmengen verzeichnet (1867 mm pro Jahr). Im Jahresdurchschnitt liegt die Temperatur bei 22,4 °C. Die Klimaklassifikation nach Köppen und Geiger lautet Cfa.

### Gewässer
Foz do Iguaçu liegt in den Einzugsgebieten der Rios Paraná und Iguaçu. Der Paraná bildet die westliche und der Iguaçu die südliche Grenze des Munizips.

### Straßen

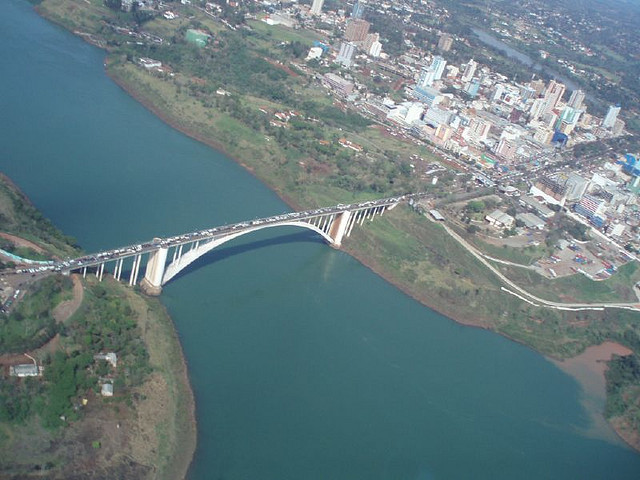
Ponte da Amizade über den Rio Paraná

Foz do Iguaçu ist über die BR-277 mit Cascavel, Curitiba und dem Hafen Paranaguá verbunden. Über die Ponte Internacional da Amizade (deutsch: Freundschaftsbrücke) kommt man über den Rio Paraná nach Ciudad del Este. Die Ponte Internacional da Fraternidade (deutsch: Brüderlichkeitsbrücke Tancredo Neves) führt nach Süden über den Rio Iguaçu ins argentinische Puerto Iguazú.
Durch Foz do Iguaçu verlief seit vorkolumbischen Zeiten der Peabiru-Weg vom Atlantik nach Cusco in Peru. Nach der Zerstörung der Reduktionen, die die Jesuiten im heutigen Paraná zum Schutz der Ureinwohner eingerichtet hatten, geriet der Weg in Vergessenheit.

### Flughafen
Der Flughafen Foz do Iguaçu befindet sich etwa auf halbem Weg zwischen der Stadtmitte und den Iguaçu-Wasserfällen.

### Nachbarmunizipien
| Hernandarias                          |                                             | Itaipulândia                                       |
| Ciudad del Este und Presidente Franco | Kompassrose, die auf Nachbargemeinden zeigt | Santa Terezinha de Itaipu und São Miguel do Iguaçu |
|                                       | Puerto Iguazú                               |                                                    |

## Stadtverwaltung
Bürgermeister: Francisco Lacerda Brasileiro, PSD (2021–2024)
Vizebürgermeister: Francisco Robson Vidal Sampaio, PSD (2021–2024)

## Demografie

### Bevölkerungsentwicklung
| Jahr | Einwohner | Stadt | Land |
| ---- | --------- | ----- | ---- |
| 1920 | 6.430     |       |      |
| 1940 | 7.645     | 19 %  | 81 % |
| 1950 | 16.421    | 21 %  | 79 % |
| 1960 | 28.212    | 35 %  | 65 % |
| 1970 | 33.966    | 59 %  | 41 % |
| 1980 | 136.352   | 74 %  | 26 % |
| 1991 | 190.123   | 98 %  | 2 %  |
| 2000 | 258.543   | 99 %  | 1 %  |
| 2010 | 256.088   | 99 %  | 1 %  |
| 2021 | 257.971   |       |      |

Quelle: IBGE, bis 2010: Volkszählungen und für 2021: Schätzung

### Ethnische Zusammensetzung
| Gruppe * | 1991    | 2000    | 2010    | wer sich als …                                                                   |
| --- | ------- | ------- | ------- | -------------------------------------------------------------------------------- |
| Weiße | 70,6 %  | 73,8 %  | 62,8 %  | weiß bezeichnet                                                                  |
| Schwarze | 2,4 %   | 2,8 %   | 3,4 %   | schwarz bezeichnet                                                               |
| Gelbe | 0,6 %   | 0,8 %   | 1,5 %   | von fernöstlicher Herkunft wie japanisch, chinesisch, koreanisch etc. bezeichnet |
| Braune | 26,2 %  | 21,6 %  | 32,1 %  | braun oder als Mischung aus mehreren Gruppen bezeichnet                          |
| Indigene | 0,1 %   | 0,4 %   | 0,2 %   | Ureinwohner oder Indio bezeichnet                                                |
| ohne Angabe | 0,1 %   | 0,5 %   | 0,0 %   |                                                                                  |
| Gesamt | 100,0 % | 100,0 % | 100,0 % |                                                                                  |
| *) Das IBGE verwendet für Volkszählungen ausschließlich diese fünf Gruppen. Es verzichtet bewusst auf Erläuterungen. Die Zugehörigkeit wird vom Einwohner selbst festgelegt. |         |         |         |                                                                                  |

Quelle: IBGE (Stand: 1991, 2000 und 2010)

## Religionen

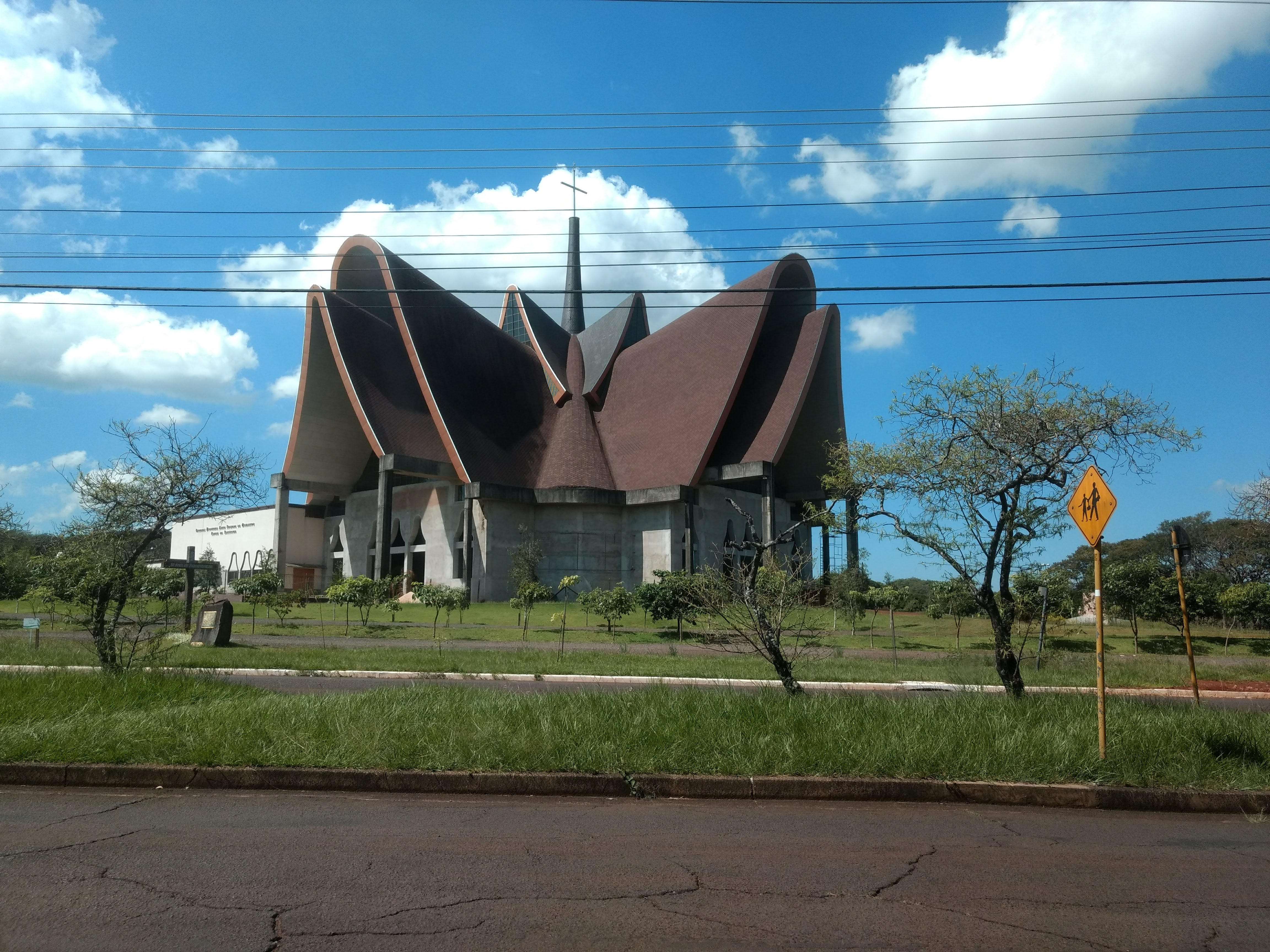
Kathedrale Nossa Senhora de Guadalupe des Bistums Foz do Iguaçu

Die Bevölkerung gehört zu 60 % der Römisch-katholischen Kirche an. Ein Fünftel der Menschen sind evangelisch, wobei 18 % sich zur Pfingstbewegung bekennen.
Die Stadt ist Sitz des Bistums Foz do Iguaçu. Dessen Kathedrale ist der Schutzpatronin Lateinamerikas Nossa Senhora de Guadalupe geweiht. Ihr Grundstein wurde am 26. Juni 2003 gelegt.

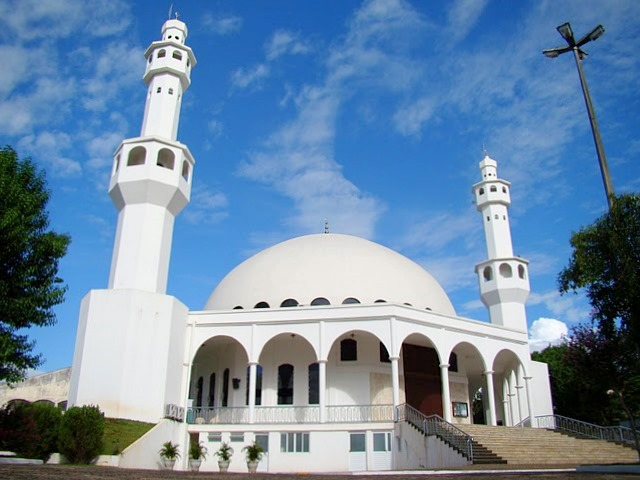
Omar-Ibn-Al-Khattab-Moschee in Foz do Iguaçu

Libanesen, Syrer, Ägypter und Palästinenser in der Region bilden die zweitgrößte arabischsprachige Gemeinschaft Brasiliens (nach São Paulo). Ihre seit den 1950er Jahren in dem Gebiet lebende Mehrheit ist muslimisch und in Sunniten und Schiiten unterteilt. Jede Konfession hat ihre eigene Moschee. Die Mesquita Omar Ibn Al-Khattab wurde am 23. März 1983 eingeweiht.
| Religion           | 2010    |         |
| ------------------ | ------- | ------- |
| Römisch-Katholisch | 149.959 | 58,6 %  |
| Pfingstbewegung    | 46.765  | 18,3 %  |
| ohne Religion      | 18.111  | 7,1 %   |
| Islam              | 5.599   | 2,2 %   |
| Spiritismus        | 3.604   | 1,4 %   |
| Baptisten          | 2.842   | 1,1 %   |
| Adventisten        | 2.789   | 1,1 %   |
| Lutheraner         | 1.857   | 0,7 %   |
| Zeugen Jehovas     | 1.556   | 0,6 %   |
| Buddhismus         | 1.067   | 0,4 %   |
| Weitere            | 21.938  | 8,6 %   |
| Gesamt             | 256.087 | 100,0 % |
| Quelle: IBGE       |         |         |

## Kultur und Sehenswürdigkeiten

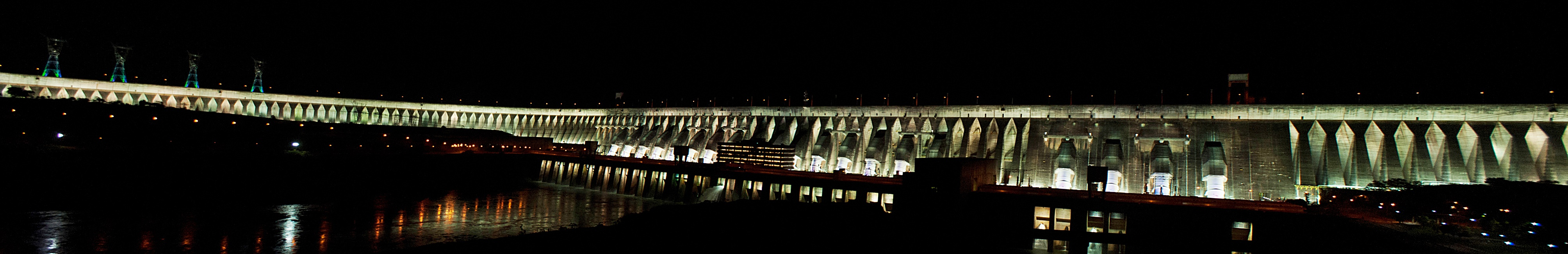
Itaipu-Staumauer bei Nacht

### Itaipu-Staudamm
Das Itaipu-Kraftwerk gilt als eines der Wunder der modernen Technik. Es wurde von Brasilianern und Paraguayern gemeinsam errichtet. Es symbolisiert die Vorteile sauberer, erneuerbarer Energie. Itaipu verfügt über einzigartige Attraktionen. Dazu gehören die Panoramatour, die nächtliche Beleuchtung, ein biologisches Refugium, ein Astronomiestandort, das Ökomuseum und die Katamaran-Fahrt bei Sonnenuntergang.

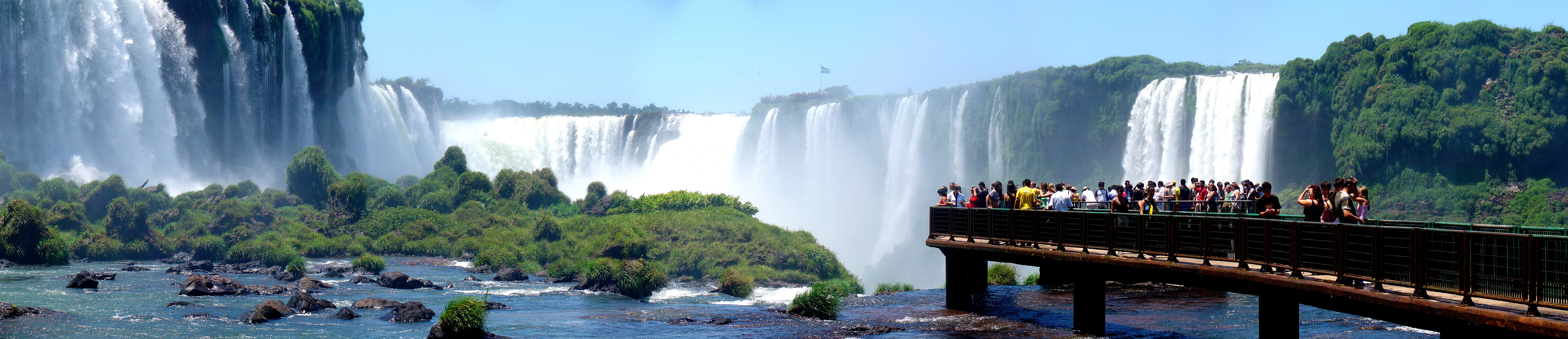
Iguaçu-Wasserfälle

### Iguaçu-Wasserfälle
Das Aushängeschild der Stadt sind die Iguaçu-Fälle, ein Komplex von 275 Wasserfällen, die sich über fast fünf Kilometer des Flusses erstrecken.

### Buddhistischer Tempel
Der Tempel befindet sich in einem hochgelegenen Teil der Stadt, von dem aus man einen herrlichen Blick auf Foz do Iguaçu und Ciudad Del Este hat. Der Ort verfügt über mehr als 120 Statuen, von denen jede ihre Bedeutung hat, sowie über Gärten und eine bezaubernde Architektur. Er bietet eine besondere Umgebung für einen Moment der Ruhe.

### Drei-Grenzen-Denkmal
Das ursprünglich 1903 eingeweihte Monument besteht aus drei Elementen, eines auf brasilianischem, eines auf argentinischem und eines auf paraguayischem Gebiet. Sie tragen jeweils die Farben ihres Landes und symbolisieren die Gemeinschaft dieser drei Völker. Die 2015 erneuerte Stätte verfügt über eine komfortable touristische Infrastruktur. Sie nimmt eine Fläche von 700 m² ein, die von der beeindruckenden Architektur der Jesuitenmissionen inspiriert ist.

### Vogelpark
Der Ort vereint Ökotourismus und Umweltschutz. Riesige Volieren vermitteln ein Grundwissen über etwa 1300 Vögel von 150 Arten aus Brasilien, Afrika, Asien und Australien. Jedes Jahr besuchen mehr als 700.000 Menschen den Vogelpark. Der Park befindet sich in einem mehr als 16 Hektar großen Waldgebiet. Er liegt verkehrsmäßig günstig zwischen dem Iguaçu und der zu den Fällen führenden Straße.

### Kulinarische Spezialitäten
Gegrillte Dorade
Das traditionelle Gericht, das in den verschiedenen Restaurants der Stadt serviert wird, ist die Dorade. Der Fisch kommt aus den Gewässern des unteren Rio Paraná. Sein Fleisch ist sehr schmackhaft. Normalerweise werden die Doraden gefangen, wenn sie etwa 70 Zentimeter lang und 6 Kilo schwer sind. Aber es gibt auch Aufzeichnungen über Fische, die 1,40 Meter lang und mehr als 30 Kilo schwer waren. Das Doraden-Angeln ist die traditionellste Veranstaltung in Foz do Iguaçu. Jedes Jahr kommen unzählige Angler aus ganz Brasilien, um den unvergleichlichen Geschmack dieses Fisches mit seinem weißen und zarten Fleisch zu genießen.
Pirá de Foz
Zum typischen Gericht der Stadt wurde 1996 der Pirá de Foz gewählt. Das Rezept wurde unter mehreren anderen Fischgerichten ausgewählt und von Dirceu Vieira dos Santos, einem Koch des Hotels Bourbon, verfeinert. Der Tupi-Guarani-Begriff pirá bedeutet  auf Deutsch Fisch. Im Originalrezept ist der verwendete Fisch der Surubim, der in den Flüssen der Region vorkommt. Diese Welsart ist für ihr schmackhaftes Fleisch bekannt. Die Basis des Gerichts besteht aus Ingwersauce, Maniokpüree und Reis mit Spinat, auf die der Fisch gelegt wird.

## Wirtschaft

### Handel und Tourismus
Eine Haupteinnahmequelle von Foz do Iguaçu ist der Tourismus, der auch den Handel und die Dienstleistungen in der Region ankurbelt. Die Stadt verfügt über 28.000 Gästebetten.
Foz do Iguaçu ist international bekannt für seine touristischen Attraktionen. Die berühmtesten sind die Iguaçu-Wasserfälle im Iguaçu-Nationalpark und das Itaipu-Wasserkraftwerk (das größte Wasserkraftwerk der Welt in Bezug auf die jährliche Energieproduktion).
Neben den traditionellen Attraktionen der Stadt ist ein weiterer Faktor, der Touristen anzieht, die Möglichkeit, in der benachbarten Ciudad del Este Produkte zu reduzierten Preisen zu kaufen. Das ganze Jahr über gibt es einen großen Strom von Menschen, die in großen Mengen in Paraguay einkaufen, um sie in Brasilien weiterzuverkaufen. Sie überqueren die Brücke der Freundschaft nur für ihre Einkäufe und übernachten gewöhnlich auf der brasilianischen Seite.
Eine weitere Attraktion ist die Möglichkeit, auf der argentinischen Seite der Wasserfälle Spielkasinos zu besuchen, was in Brasilien nicht erlaubt ist.

### Abgaben des Kraftwerks Itaipú
Foz do Iguaçu erhält vom Kraftwerk Itaipú für die Überflutung von 32,7 % seiner Gemeindeflächen Ausgleichszahlungen (genannt Royalties). Im Jahr 2017 finanzierten sie 6,3 % des Muniziphaushalts. Im Zeitraum 1990 bis 2019 beliefen sie sich auf insgesamt 394,9 Mio. US-$.

### Kennzahlen
Mit einem Bruttoinlandsprodukt pro Einwohner von 61023,61 R$ (rund 13.600 €) lag Foz do Iguaçu 2019 an 21. Stelle der 399 Munizipien Paranás.
Sein hoher Index der menschlichen Entwicklung von 0,751 (2010) setzte es auf den 29. Platz der paranaischen Munizipien.

## Söhne und Töchter der Stadt
- Cristina Lago (* 1982), Schauspielerin
- Pepê (* 1997), Fußballspieler

## Städtepartnerschaft
- Jericho (Palästinensische Autonomiegebiete) (seit 2014)[21]